# D96 (Rhône)
De D96 is een departementale weg in het Franse departement Rhône. De weg loopt van de kruising met de D385 in het westen via Saint-Laurent-d'Oingt, Oingt, Theizé, Pouilly-le-Monial naar de D116 in het oosten. De lengte is ongeveer 11 kilometer.